# Australia na Letnich Igrzyskach Olimpijskich 2004
Australię na Letnich Igrzyskach Olimpijskich 2004 reprezentowało 470 zawodników, 268 mężczyzn i 202 kobiety.

## Zdobyte medale
| Medal | Zawodnik | Dyscyplina      | Konkurencja                              |
| ----- | --- | --------------- | ---------------------------------------- |
|       | Sara Carrigan | Kolarstwo       | Wyścig ze startu wspólnego               |
|       | Anna Meares | Kolarstwo       | 500 m na czas                            |
|       | Ryan Bayley | Kolarstwo       | Keirin                                   |
|       | Ryan Bayley | Kolarstwo       | Sprint                                   |
|       | Graeme Brown, Stuart O’Grady | Kolarstwo       | Wyścigi dwójek (Madison)                 |
|       | Graeme Brown, Brett Lancaster, Bradley McGee, Luke Roberts | Kolarstwo       | 4000 m drużynowo na dochodzenie          |
|       | Chantelle Newbery | Skoki do wody   | Platforma 10 m                           |
|       | Geoff Boyce, Michael Boyce, Michael Brennan, Travis Brooks, Dean Butler, Adam Commens, Jamie Dwyer, Nathan Eglington, Troy Elder, Bevan George, Robert Hammond, Mark Hickman, Aaron Hopkins, Mark Knowles, Brent Livermore, Stephen Mowlam, Michael McCann, Grant Schubert, Andrew Smith, Craig Victory, Matthew Wells, Liam de Young                                                 | Hokej na trawie | Turniej mężczyzn                         |
|       | Drew Ginn, James Tomkins | Wioślarstwo     | Dwójka bez sternika                      |
|       | Suzanne Balogh | Strzelectwo     | Trap                                     |
|       | Petria Thomas | Pływanie        | 100 m stylem motylkowym                  |
|       | Jodie Henry | Pływanie        | 100 m stylem dowolnym                    |
|       | Grant Hackett | Pływanie        | 1500 m stylem dowolnym                   |
|       | Ian Thorpe | Pływanie        | 200 m stylem dowolnym                    |
|       | Ian Thorpe | Pływanie        | 400 m stylem dowolnym                    |
|       | Alice Mills, Lisbeth Lenton, Petria Thomas, Jodie Henry | Pływanie        | Sztafeta 4 × 100 m stylem dowolnym       |
|       | Giaan Rooney, Leisel Jones, Petria Thomas, Jodie Henry | Pływanie        | Sztafeta 4 × 100 m stylem zmiennym       |
|       | John Steffensen, Mark Ormrod, Patrick Dwyer, Clinton Hill | Lekkoatletyka   | Sztafeta 4 × 400 m                       |
|       | Craig Anderson, Thomas Brice, Adrian Burnside, Gavin Fingleson, Paul Gonzalez, Nick Kimpton, Brendan Kingman, Craig Lewis, Graeme Lloyd, David Nilsson, Trent Oeltjen, Wayne Ough, Chris Oxspring, Brett Roneberg, Ryan Rowland Smith, John Stephens, Phil Stockman, Brett Tamburrino, Richard Thompson, Andrew Utting, Ben Wigmore, Glenn Williams, Jeff Williams, Rodney van Buizen | Baseball        | Turniej mężczyzn                         |
|       | Suzy Batkovic, Trish Fallon, Lauren Jackson, Natalie Porter, Rachael Sporn, Laura Summerton, Penny Taylor, Sandy Brondello, Kristi Harrower, Alicia Poto, Belinda Snell, Allison Tranquilli | Koszykówka      | Turniej kobiet                           |
|       | Nathan Baggaley | Kajakarstwo     | K1 500 m                                 |
|       | Clint Robinson, Nathan Baggaley | Kajakarstwo     | K2 500 m                                 |
|       | Katie Mactier | Kolarstwo       | 3000 m na dochodzenie                    |
|       | Bradley McGee | Kolarstwo       | 4000 m na dochodzenie                    |
|       | Mathew Helm | Skoki do wody   | Platforma 10 m                           |
|       | Glen Loftus, Anthony Edwards, Ben Cureton, Simon Burgess | Wioślarstwo     | Czwórka wagi lekkiej                     |
|       | Sandra Allen, Marissa Carpadios, Fiona Crawford, Amanda Doman, Peta Edebone, Tanya Harding, Natalie Hodgskin, Zara Mee, Simmone Morrow, Tracey Mosley, Stacey Porter, Melanie Roche, Natalie Titcume, Natalie Ward, Brooke Wilkins, Kerry Wyborn | Softball        | Turniej kobiet                           |
|       | Brooke Hanson | Pływanie        | 100 m stylem klasycznym                  |
|       | Leisel Jones | Pływanie        | 200 m stylem klasycznym                  |
|       | Petria Thomas | Pływanie        | 200 m stylem motylkowym                  |
|       | Grant Hackett | Pływanie        | 400 m stylem dowolnym                    |
|       | Grant Hackett, Michael Klim, Nicholas Sprenger, Ian Thorpe | Pływanie        | Sztafeta 4 × 200 m stylem dowolnym       |
|       | Loretta Harrop | Triathlon       | Indywidualnie                            |
|       | Tim Cuddihy | Łucznictwo      | Indywidualnie                            |
|       | Jane Saville | Lekkoatletyka   | Chód na 20 km                            |
|       | Nathan Deakes | Lekkoatletyka   | Chód na 20 km                            |
|       | Shane Kelly | Kolarstwo       | Keirin                                   |
|       | Anna Meares | Kolarstwo       | Sprint                                   |
|       | Loudy Tourky | Skoki do wody   | Platforma 10 m                           |
|       | Mathew Helm, Robert Newbery | Skoki do wody   | Platforma 10 metrowa skoki synchroniczne |
|       | Steven Barnett, Robert Newbery | Skoki do wody   | Trampolina 3 metrowa skoki synchroniczne |
|       | Irina Lashko, Chantelle Newbery | Skoki do wody   | Trampolina 3 metrowa skoki synchroniczne |
|       | Stefan Szczurowski, Stuart Reside, Stuart Welch, James Stewart, Geoffrey Stewart, Boden Hanson, Mike McKay, Stephen Stewart, Michael Toon (sternik) | Wioślarstwo     | Ósemka                                   |
|       | Dana Faletic, Rebecca Sattin, Amber Bradley, Kerry Hore | Wioślarstwo     | czwórka podwójna                         |
|       | Adam Vella | Strzelectwo     | Trap                                     |
|       | Leisel Jones | Pływanie        | 100 m stylem klasycznym                  |
|       | Ian Thorpe | Pływanie        | 100 m stylem dowolnym                    |
|       | Lisbeth Lenton | Pływanie        | 50 m stylem dowolnym                     |
|       | Alicia Molik | Tenis ziemny    | Gra pojedyncza                           |